# آلیاژ آلومینیوم ۲۰۱۴
آلیاژ آلومینیم ۲۰۱۴ از سری آلیاژهای پایه آلومینیم است که در صنعت هوا فضا مورد استفاده قرار می‌گیرد.
یکی دیگر از موارد مصرف این آلیاژ در فریم کامیون است.
این آلیاژ در دماهای خاصی به راحتی ماشین‌کاری می‌شود، همچنین در بین آلیاژهای موجود آلومینیم دارای استحکام بالایی می‌باشد، با این وجود جوشکاری آن به دلیل ایجاد ترک مشکل می‌باشد.
آلومینیم ۲۰۱۴ دومین آلیاژ معروف از سری آلیاژهای سری ۲۰۰۰ آلومینیم بعد از آلومینیم ۲۰۲۴ می‌باشد، در سری ۲۰۰۰ عنصر مس به عنوان عنصر آلیاژی به آلومینیم اضافه می‌شود. معمولاً برای تولید قطعه از آلومینیوم ۲۰۱۴ از فرایندهای فورج و اکستروژن استفاده می‌شود. مقاومت به خوردگی این آلیاژ پایین است برای جلوگیری از خوردگی، سطح آن را با آلومینیم خالص می‌پوشانند یا اینکه سطح آن را با روش‌های دیگری پوشش دهی می‌کنند.
قبل از تصویب انجمن نامگذاری آلومینیم در سال ۱۹۴۵، ۲۰۱۴ با یک نام رایج صنعتی بنام "14S" نامیده می‌شد.

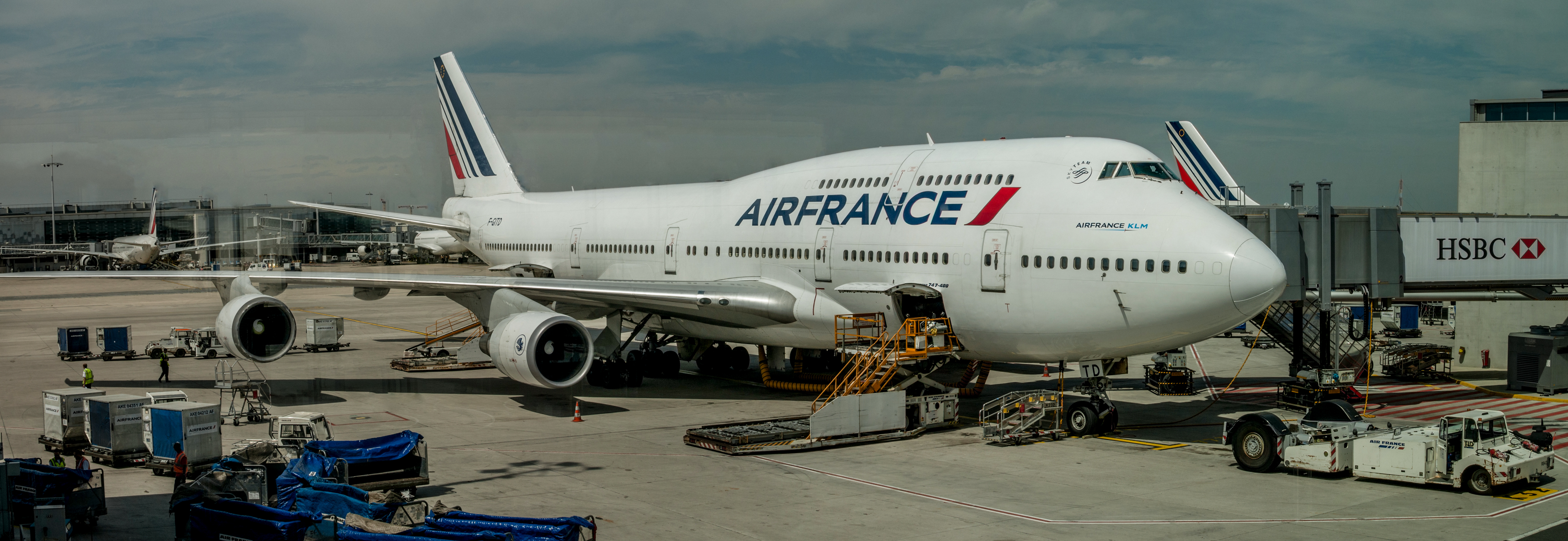
کاربرد در سازه‌های هواپیما

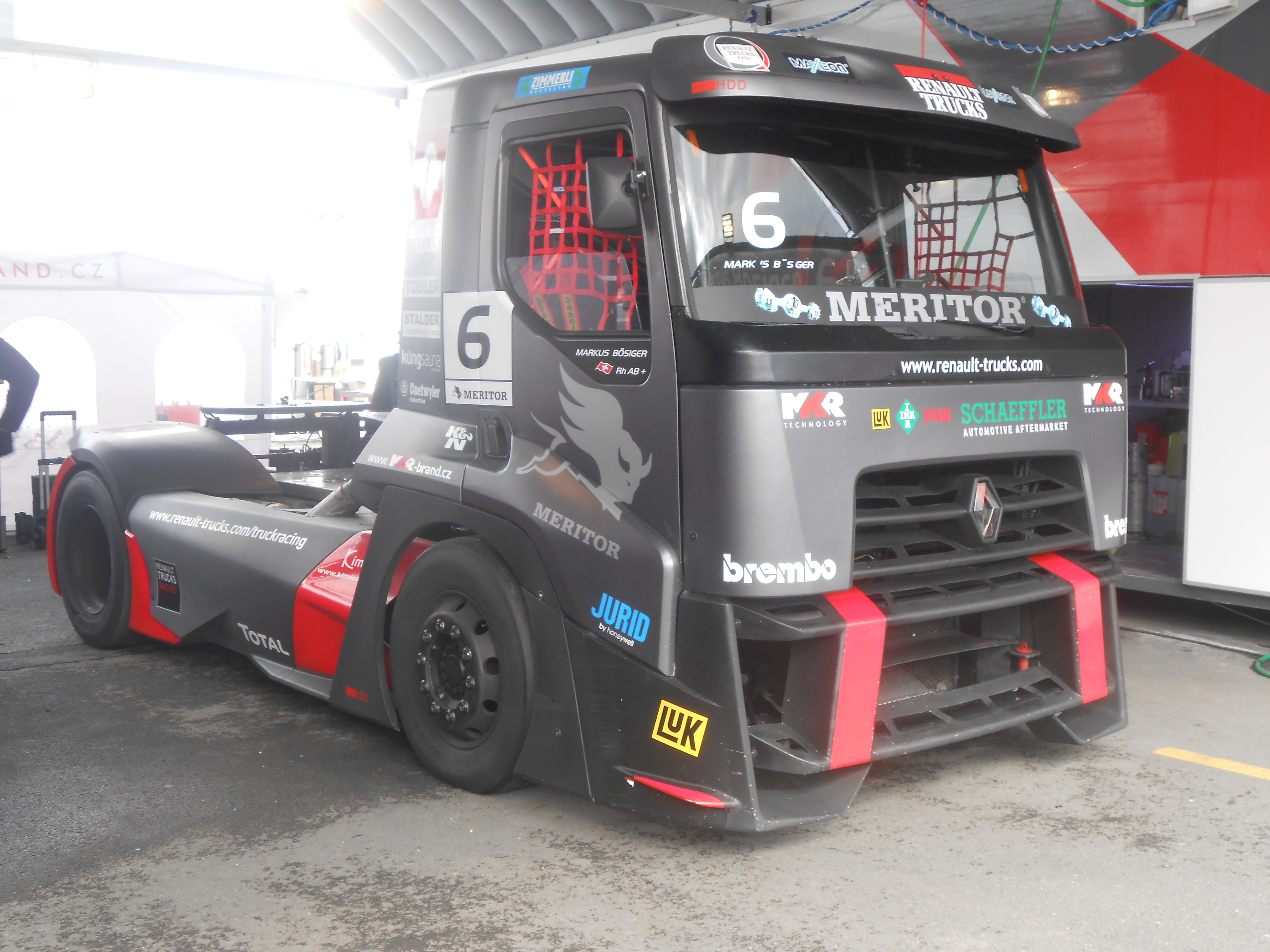
کاربرد در فریم کامیون

## ترکیبات شیمیایی
علاوه بر مس که به عنوان عنصر اصلی در آلومینیم اضاف می‌شود عناصر زیر هم به آن اضافه می‌شوند.
- کروم: حداکثر ۰٫۱٪
- مس: ۳٫۹٪- ۵٪
- آهن: ۰٫۷٪
- منیزیم: ۰٫۲٪- ۰٫۸٪
- سیلیکون :۰٫۵٪- ۱٫۲٪
- تیتانیم: حداکثر ۰٫۱۵٪
- تیتانیم + روی: حداکثر ۰٫۲٪
- روی: حداکثر ۰٫۲۵٪

## خواص فیزیکی
انواع خواص مکانیکی در آلومینیم ۲۰۱۴ برابرند با:
- چگالی: 2.8 g/cm3
- مدول یانگ :73 Gpa
- استحکام نهایی :190 Mpa تا 480Mpa
- هدایت الکتریکی: ۳۴٪ تا 50% IACS
- هدایت حرارتی: ۱۳۰ تا 190 W/M-K
- ضریب انبساط حرارتی: ۲۳µ/m-k

## کلیاتی در مورد آلومینیم ۲۰۱۴
- اصول طراحی: اساسی‌ترین ویژگی در طراحی آلومینیم ۲۰۱۴ رسیدن به یک استحکام خوب با ایجاد رسوب در آن با استفاده از عملیات حرارتی می‌باشد.[۲]
- قابلیت ماشین کاری: قابلیت ماشین کاری این آلیاژ معمولاً در قطعات آنیل شده خوب می‌باشد، اما در شرایط عملیات حرارتی شده اندکی سخت‌تر می‌شود. برای تراش آن با دستگاه تراش از ابزاری با زاویه براده اصلی ۱۵ درجه، زاویه براده فرعی ۲۰ درجه و زاویه کلیرنس ۱۰ درجه استفاده می‌شود. استفاده از روانکار روغن یا kerosene برای تمام سطوح ماشین‌کاری شده توصیه می‌شود.[۲]
- شکل دهی: آلیاژ۲۰۱۴ به روش‌های سنتی قابل شکل‌دهی هستند، با این حال باید از زوایای خم کم (شعاع انحنا کم) اجتناب شود.[۲]
- قابلیت جوشکاری: جوشکاری آلومینیم ۲۰۱۴ با روش قوس الکتریکی با گاز محافظ و الکترود مصرف شدنی بهترین نتیجه را حاصل می‌کند، آلیاژ ۲۰۱۴ در عملیات جوشکاری در معرض ترک خوردن قرار می‌گیرد.[۲]
- عملیات حرارتی: عملیات حرارتی آلومینیوم ۲۰۱۴ در دمای ۵۰۲ درجه سانتیگراد به مدت زمان لازم حرارت داده می‌شود و سپس در آب سرد می‌گردد.[۲]
- فورجینگ :آلومینیم ۲۰۱۴ باید در محدوده دمایی ۴۰۰ تا ۴۵۰ درجه سانتیگراد تحت عملیات فورج قرار گیرد.[۲]
- کار گرم: کار گرم آلومینیم ۲۰۱۴ در محدوده دمایی ۱۴۸ تا ۲۰۴ درجه سانتیگراد صورت می‌گیرد.[۲]
- کار سرد: آلومینیوم ۲۰۱۴ در دمای T3 و T4 تحت کار سرد قرار می‌گیرد و در دماهای دیگر این کار مشکل می‌باشد و در خمکاری از زوایای کوچک خم باید اجتناب کرد.[۲]
- آنیلینگ :عملیات آنیلینگ بر روی آلومینیم ۲۰۱۴ به این صورت است که ۲ الی ۳ ساعت در دمای ۴۱۲ درجه سانتیگراد نگه داشته می‌شود و بعد با سرعت ۱۰ درجه سانتیگراد بر ساعت تا ۲۶۰ درجه سانتیگراد کنترل شده خنک می‌شود و بعد از آن در هوا خنک می‌شود.[۲]
- عملیات پیرسازی: در کل آلیاژهای سری ۲۰۰۰ آلومینیم غیرقابل پیر سختی هستند.[۲]

## آلومینیم 2014A
آلیاژ آلومینیم 2014A خیلی شبیه به ۲۰۱۴ است اما ۲۰۱۴ نیست که عناصر ترکیبی آن عبارتند از.
- کروم: حداکثر ۰٫۱٪
- مس: ۳٫۹٪- ۵٪
- آهن: حداکثر ۰٫۵٪ (در ۲۰۱۴ برابر ۰٫۷٪)
- منیزیم: ۰٫۲٪- ۰٫۸٪
- سیلیکون: ۰٫۵٪ تا ۰٫۹٪ (در ۲۰۱۴ از ۰٫۵٪ تا ۱٫۲٪)
- تیتانیم: حداکثر ۰٫۱۵٪
- تیتانیم + روی: حداکثر ۰٫۲٪
- روی: حداکثر ۰٫۲۵٪